# Романов Микола Миколайович (генерал-фельдмаршал)
Великий князь Микола Миколайович Романов (рос. Великий князь Николай Николаевич; 27 липня (8 серпня) 1831, Царське село — 13 (25) квітня 1891, Алупка) — російський політичний, державний та військовий діяч, член російського імператорського дому, третій син і шоста дитина російського царя Миколи I та Олександри Федорівни. Великий князь, генерал-фельдмаршал (16 квітня 1878). Учасник Кримської та російсько-турецької війни 1877—1878 років; під час останньої головнокомандувач російської дунайської армії.
Перший власник Миколаївського палацу у Петербурзі. Останній в історії кавалер ордена Св. Георгія 1-го класу. У сім'ї мав прізвисько «дядько Нізі». Його також йменували Микола Миколайович Старший, щоб відрізнити його від свого сина, великого князя Миколи Миколайовича (1856—1929).
Його останній закононароджений нащадок по чоловічій лінії помер у 2016 році.

## Біографія

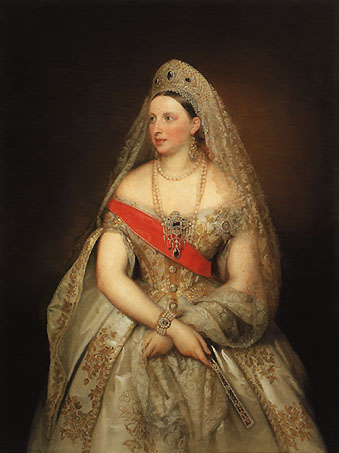
Олександра Петрівна

Народився 27 липня (8 серпня) 1831 року. Освіту здобув згідно з вимогами військової кар'єри. На відміну від брата Костянтина, Миколу спочатку готували до армійської служби. Вихователем великого князя був генерал А. І. Філософів. У віці 8 років був зарахований до 1-го Кадетського корпусу.
Виховання Миколи велося за дуже жорстких умовах. Це сформувало у ньому такі риси, як наполегливість, старанність, дисциплінованість. Військовий шлях явно захопив його, особливо ж він цікавився інженерною справою.

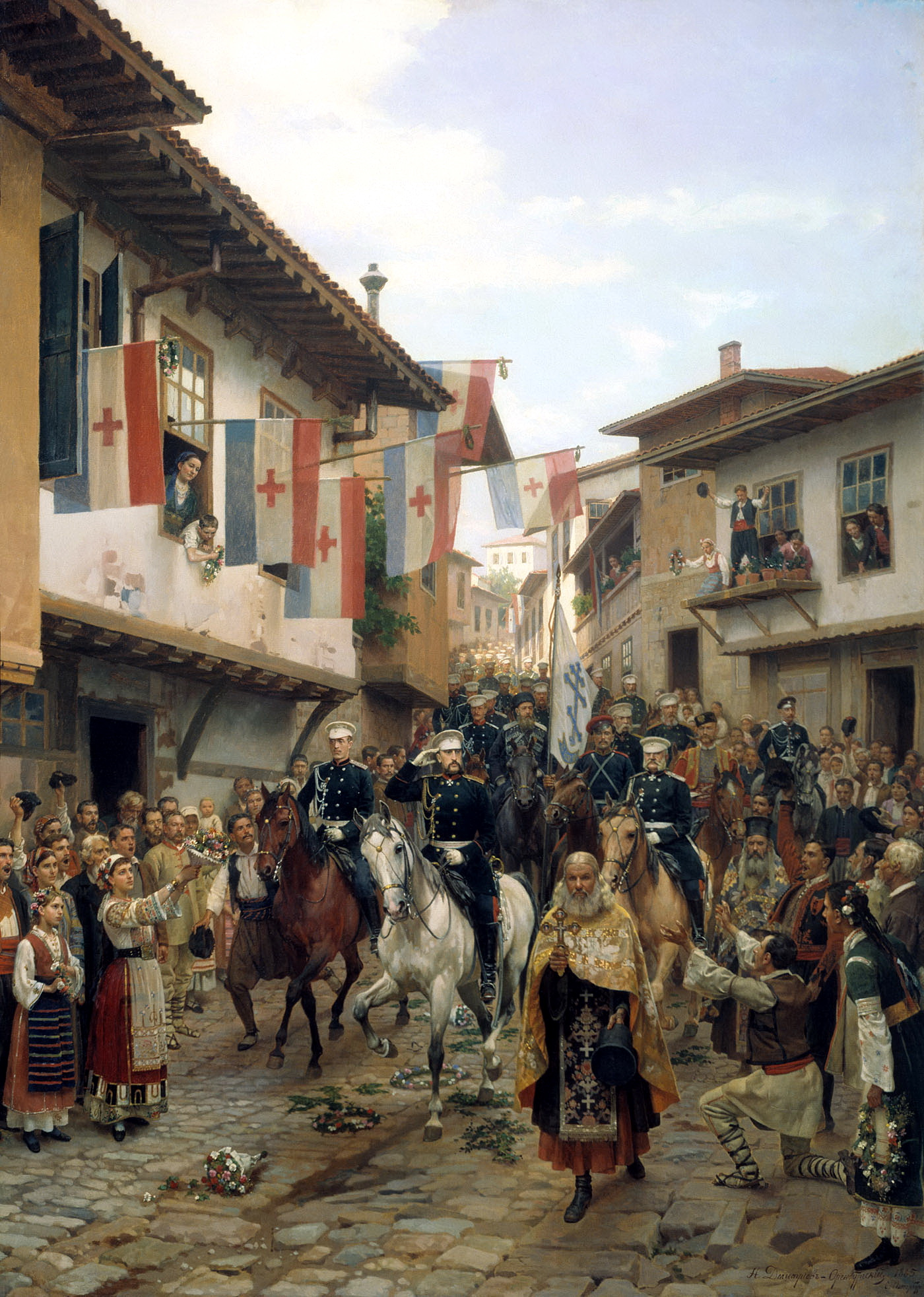
В'їзд Миколи Миколайовича в Тирнове 30 червня 1877 р. Картина Н. В. Д. Дмитрієва-Оренбурзького

Микола Миколайович все життя присвятив військовій кар'єрі, пройшов шлях від звання капітана до генерал-фельдмаршала російської армії. З самого народження великий князь був записаний у лейб-гвардії Саперний батальйон.
27 липня 1831 став шефом лейб-гвардії Уланського полку, яким залишався до своєї смерті.
У 1843 і 1844 роках разом зі своїми братами Костянтином і Михайлом проходив практику на люгері «Оранієнбаум», виходячи у Фінську затоку.
Військову службу розпочав у 1851 році в лейб-гвардії Кінному полку. У 1852 році, у чині генерал-майора, великий князь був призначений генерал-інспектором з інженерної частини (фактично — з 1856 року), а також командиром бригади в 1-ій легкій гвардійській кавалерійській дивізії. Надалі вся військова діяльність Миколи Миколайовича була пов'язана з перебудовою збройних сил Російської Імперії, особливо в галузі інженерної справи та кавалерійської служби (він складався генерал-інспектором кавалерії з 1856 та інженерної частини з 1864 року).
З початком Кримської війни в 1854 був посланий Миколою I разом з його братом Михайлом в діючу армію. 23 жовтня прибув під Севастополь, напередодні Інкерманської битви, де взяв участь. За відзнаку у цій битві отримав орден Святого Георгія 4-го ступеня. З січня 1855 року керував усіма інженерними роботами, укріпленнями та батареями на північній стороні Севастополя на ділянці від Костянтинівської батареї до Мекензієвих гір .
Після закінчення Кримської війни, прив'язавшись до півострова, придбав для проживання приморський маєток Гаспра. З 1855 року був членом Державної ради, з 1857 року командував 2-ю гвардійською кавалерійською дивізією; з 1859 — командир Гвардійського резервного кавалерійського корпусу; у 1861—1864 роках — командир Окремого Гвардійського корпусу.
З 10 серпня 1864 року — перший командувач, а з 30 серпня 1867 — головнокомандувач військами Гвардії і Петербурзького військового округу. Одночасно за ним збереглися посади генерал-інспектора кавалерії та генерал-інспектора з інженерної частини.
Після проведення часткової мобілізації російської армії в листопаді 1876 року призначений Головнокомандувачем діючої (Дунайської) армією. Кілька місяців перебував із Головною квартирою діючої армії в Кишиневі . Командував армією під час російсько-турецької війни 1877—1878 років на Балканах. У червні 1877 року перебував на рекогносцировке біля Зимниці, у липні переправився через Дунай у Зимниці на Систово. У вересні 1877 року брав участь у рекогносцируванні укріплень Плевни та керував її останнім штурмом 28 листопада 1877 року. Підписав 19 січня 1878 року від Росії в Андріанополі попередні умови миру і уклав перемир'я.
Після цього Микола Миколайович отримав від Олександра II вказівки, що зводилися до того, щоб ввести війська до Константинополя лише у разі прохання його мешканців. Ця телеграма пов'язала дії Миколи Миколайовича, який вважав, що тільки зайнявши Константинополь і Галліпольський півострів Росія може диктувати умови світу Османської імперії та протидіяти Великій Британії, що її підтримувала.
Отримавши 9 лютого 1878 телеграфний наказ Олександра II прискорити заняття найближчих до Константинополя передмість, Микола Миколайович попередив османських уповноважених, що має намір зайняти Сан-Стефано, куди справді і прибув 12 лютого у супроводі однієї роти та одного ескадрону. Тут 19 лютого, нарешті, було підписано прелімінарний мирний договір .
27 березня Микола Миколайович телеграмою попросив Олександра II про заміну його іншою особою на посаді головнокомандувача за станом здоров'я. 2 квітня він отримав телеграму з повідомленням про звільнення від командування армією. 16 квітня 1878 року йому був наданий чин генерал-фельдмаршала.
Микола Миколайович не був талановитим полководцем і посада головнокомандувача чинної армії, на думку сучасників, явно перевищувала його сили. Але, слід зазначити, що його сильно стиснула присутність в армії імператора Олександра II з усім вищим військовим керівництвом та Світою Е. І. Ст. , що відкрито втручалися в керівництво військовими діями. Цю ненормальну картину докладно висвітлив тодішній військовий міністр. А. Мілютін у своєму щоденнику. При цьому ще перед війною Микола Миколайович звертався до імператора з проханням не приїжджати в армію самому і не призначати на найвищі посади великих князів; Спочатку Олександр II з ним погодився, залишивши за собою право відвідувати армію «для нагородження і підняття духу військ», але незабаром став перебувати в ній постійно; також отримали призначення у війська та всі великі князі.
З огляду на розлади здоров'я та загострення особистих відносин з братом імператором Олександром II 17 серпня 1880 був на власне прохання був звільнений з посади головнокомандувача військ Гвардії та Петербурзького військового округу. Після відставки перебував у тривалій закордонній відпустці. Після повернення до Росії військова діяльність Миколи Миколайовича стала номінальною: участь у ряді військових комісій та комітетів, виконання представницьких функцій шефа низки полків, участь у військових маневрах як посередник тощо. До кінця життя за ним збереглася лише посада генерал-інспектора кавалерії.

## Останні роки
Микола Миколайович разом із двома синами був у Каннах, коли його брат Олександр II був убитий, негайно повернувшись до Росії в березні 1881 року. Сходження на російський престол його племінника Олександра III поклало початок неухильному занепаду великого князя. Особливих симпатій до свого дядька Олександр III не мав і Миколу Миколайовича рішуче позбавили будь-якого впливу. Його авторитет ще більше постраждав, коли він брав участь у шахрайських військових реквізиціях. Коли великий герцог спробував пояснити свої дії паризькому «Нове ревю» 1880 року, він непомітно напав на урядовців і військових командирів і врешті-решт був усунутий з посади. Олександр III також критикував позашлюбні зв'язки свого дядька.
На той час Микола Миколайович відкрито жив зі своєю коханкою. Дружина назавжди покинула його в 1881 році і переїхала до Києва, але велика княгиня відмовилася розлучитися. Дорослі сини подружжя прийняли сторону матері під час розпаду сім'ї, але продовжували жити в палаці і зіткнулися з Кетрін, коли вона чекала їхнього батька в палаці, який він ділив зі своєю дружиною. Катерина Числова дошкуляла Миколі, щоб він забезпечував її та їхніх дітей, він незабаром став матеріально збентеженим і змушений був закласти Миколаївський палац у Санкт-Петербурзі. У 1882 році Микола Миколайович був поставлений під нагляд через розтрату статків; він жив як приватний пан у скромному будинку.
Великий князь Микола Миколайович, не маючи змоги розлучитися, сподівався пережити дружину, а потім одружитися з коханкою, але в Криму несподівано померла Катерина Числова, а велика княгиня Олександра Петрівна пережила його на дев'ять років. Невдовзі після смерті коханки Микола збожеволів; у нього був рак ротової порожнини, який поширився на мозок. Страждаючи маренням, він був переконаний, що всі жінки закохані в нього. Під час однієї балетної вистави великий князь навіть напав на молодого танцівника, якого він прийняв за жінку. У 1890 році Микола Миколайович був визнаний божевільним і тримався на замку в Криму. Помер в Алупці (Крим) 25 квітня 1891 року. Репутація великого князя при імператорському дворі була низькою, і його смерть не відчувалася глибоко. Він розтратив усе своє величезне багатство, і його палац був негайно проданий, щоб списати його величезні борги.
З 1880 року тяжко хворів: у нього була виявлена злоякісна пухлина ясен, що, ймовірно, дала метастази в головний мозок і вплинула на психічне здоров'я князя. І раніше схильний до ексцентричної поведінки Микола Миколайович вів марнотратний спосіб життя і був змушений закласти Миколаївський палац. Новий імператор Олександр III звинуватив дядька у розтраті державних коштів й у 1882 року наклав арешт з його майно.
Його хвороба загострилася після смерті його коханої у 1889 році. Великий князь відчував сексуальний потяг до всіх оточуючих жінок; після низки інцидентів стало очевидним, що він не в змозі контролювати власну поведінку. Останні роки був під домашнім наглядом і не з'являвся на публіці.

Помер 13 (25) квітня 1891 року.
Ледве встигли ми поховати бідну тітку Ольгу, як знову нова смерть бідного дядька Нізі в Алупці, але ця смерть швидше була бажана; у такому страшно сумному становищі знаходився він останнім часом, майже в повному ідіотизмі. І для всіх оточуючих його це була чиста каторга та важке випробування. Я все ще не можу забути, в якому сумному стані ми його залишили при прощанні в серпні в Рівному, а потім воно йшло все гірше й гірше, і в Алупці він уже не жив, а животів.

### Результати грецького плебісциту
У 1862 році, після повалення в Греції в результаті повстання правлячого короля Оттона I (із роду Віттельсбахів), греки провели наприкінці року плебісцит на вибір нового монарха. Бюлетенів з кандидатами не було, тому будь-який підданий Греції міг запропонувати свою кандидатуру чи вид правління в країні. Результати були оприлюднені у лютому 1863 року.
Серед тих, кого вписали греки, був і Микола Миколайович, він зайняв четверте місце та набрав менше 1 % голосів. Правда слід визнати, що представники російського, британського і французького царюючих будинків не могли займати грецький трон згідно з Лондонською конференції 1832.

## Сім'я та потомство

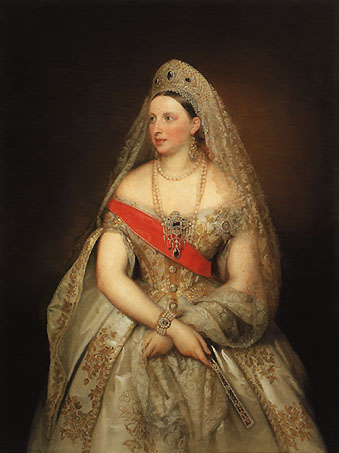
Олександра Петрівна

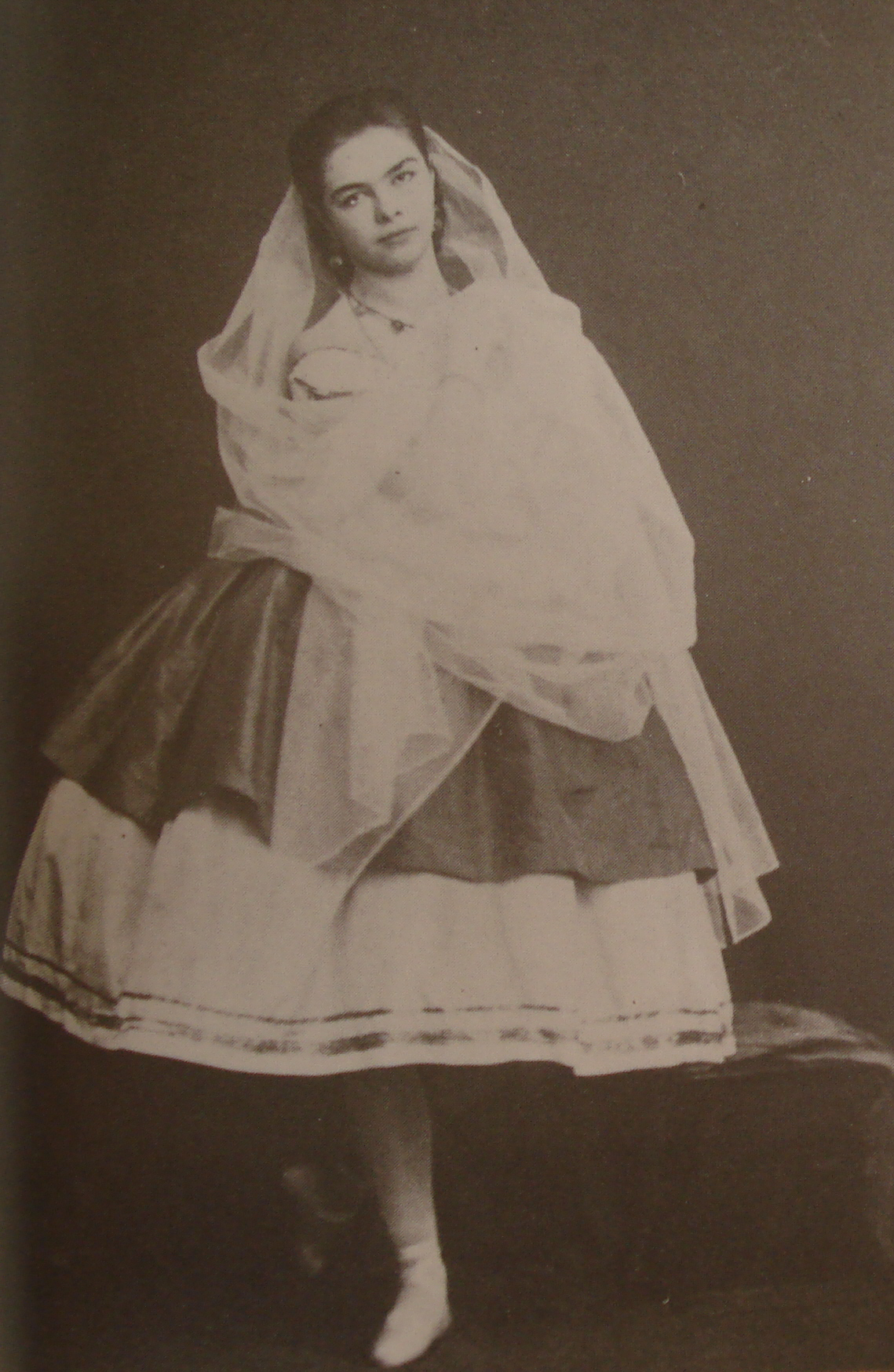
Катерина Числова

В юності, судячи з щоденникових записів, був закоханий у Марію Ганну Прусську, але шлюб не відбувся через близьку спорідненість.
Був захоплений старшою дочкою Пушкіна Марією Олександрівною. У 1856 році в Петербурзі одружився з Олександрою Фрідериком Вільгельміном, старшою дочкою герцога Ольденбурзького Костянтина Фрідріха Петра (у православ'ї Олександра Петрівна). Діти:
1. Великий князь Російський Микола Миколайович Молодший (1856—1929)
2. Великий князь Російський Петро Миколайович (1864—1931)

Як писав граф Сергій Дмитрович Шереметєв «Великий князь був людиною доброї душі, благородних прагнень, але слабкого характеру. Він був гідний кращої долі, він був вартий більшої уваги, більшої дбайливості, більшої серцевої теплоти. але цього не могла дати йому Олександра Петрівна. З ним вона була різка і глузлива. Відштовхувала його різко, холодно недозволено».
Через 10 років шлюб де-факто розпався; Микола Миколайович публічно звинуватив свою дружину в подружній невірності з настоятелем їхньої палацової церкви та духівником великої княгині — протоієреєм Василем Лебедєвим. Микола Миколайович вигнав Олександру Петрівну з Миколаївського палацу, відібравши коштовності, зокрема й власні подарунки. Імператор Олександр II став на бік великого князя, взявши, проте, всі витрати на утримання вигнаної невістки на свій рахунок. У Петербург вона більше не повернулася і закінчила свої дні у заснованому нею київському Покровському монастирі .

### Поза шлюбом
Після розриву із законною дружиною Микола Миколайович створив фактичну сім'ю з балериною театру в Червоному Селі Катериною Гаврилівною Числовою (1846—1889). Остання народила від нього п'ятьох дітей, яким разом із матір'ю в 1883 році були найвищо надані прізвище Миколаєви та права дворянства:
1. Ольга (1868—1950), дружина князя Михайла Михайловича Кантакузіна (1858—1927), генерал-лейтенанта.
2. Володимир (1873—1942), після революції жив у Парижі, мав п'ятьох дітей від чотирьох шлюбів, чиї нащадки живуть у Франції, Канаді та Фінляндії. З них лише дочка Галина (1897—1971) залишилася в радянській Росії — з чоловіком, полковником Олександром Миколайовичем Готовським, розстріляним у 1937 році. У подружжя було три сини Ростислав (1922—1991), Сергій (1924—1946), Георгій (1927—1932); нащадки їх старшого живуть у Москві.
3. Катерина (1874—1940), після революції жила в Белграді, була одружена з Миколою Корево та Іваном Персіані.
4. Микола (1875—1902), мав двох дочок у шлюбі з Ольгою Дмитрівною Заботкіною (1871—1925), яка, овдовівши, стала дружиною його брата Володимира.
5. Галина (1877—1878).

У листі імператору Олександру III від 14 травня 1884 обер-прокурор П.К.П повідомляв про наполегливі прохання великого князя дозволити «дворянці Миколаєвої» (і навіть про її клопотання перед Санкт-Петербурзьким митрополитом) мати домову церкву з огляду на те, що «вона може бути в парафіяльних церквах»; думка Побєдоносцева щодо клопотань була скептичною.

## Почесні звання та нагороди
Почесний член:
- Миколаївської Академії генерального штабу.
- Імператорської Академії наук.
- Імператорського Російського Географічного Товариства.
- Михайлівській артилерійській академії.
- Медико-хірургічна академія.
- Петербурзького університету.
- Пармської академії наук.

### Відзнаки
російські
- Лицар Андрія Первозванного, 8 серпня 1831 року
- Лицар святого Олександра Невського, 8 серпня 1831 року
- Лицар Білого Орла, 8 серпня 1831 р
- Лицар Святої Анни 1-го ступеня, 8 серпня 1831 року
- Лицар Святого Георгія 4-го класу, 24 жовтня 1854 р .; 2-й клас, 15 липня 1877 р .; 1 клас, 28 листопада 1877 р
- Лицар Святого Володимира 1-го ступеня, 1 січня 1863 року
- Лицар Святого Станіслава 1-го ступеня, 1865 р

## Пам'ятники

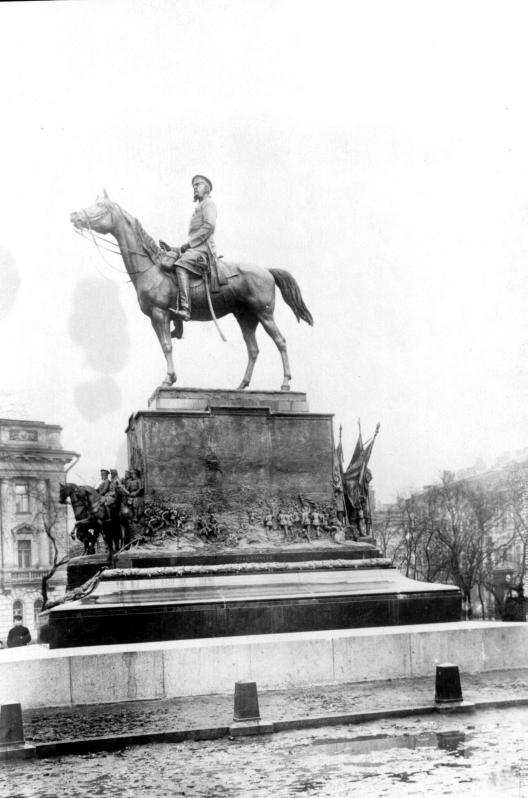
Пам'ятник на Манежній площі

- Бронзову кінну статую великого князя на високому художньому постаменті було урочисто відкрито 12 січня 1914 року на Манежній площі в Петрограді. Кінна фігура була відлита за моделлю італійського скульптора П'єтро Каноніки . Пам'ятник був демонтований у 1918 році.
- Пам'ятник-погруддя великому князю в даний час знаходиться в болгарському місті Плевен, поряд з будинком-музеєм Царя-Визволителя Олександра II[12].

## Генеалогічне дерево
|  |                                                              |  |  |  |  |  |  |  |  |  |  |  |  |  |  |  |
|  | 16. Карл Фрідріх                                             |  |  |  |  |  |  |  |  |  |  |  |  |  |  |  |
|  |                                                              |  |  |  |  |  |  |  |  |  |  |  |  |  |  |  |
|  |                                                              |  |  |  |  |  |  |  |  |  |  |  |  |  |  |  |
|  | 8. Петро III                                                 |  |  |  |  |  |  |  |  |  |  |  |  |  |  |  |
|  |                                                              |  |  |  |  |  |  |  |  |  |  |  |  |  |  |  |
|  |                                                              |  |  |  |  |  |  |  |  |  |  |  |  |  |  |  |
|  | 17. Анна Петрівна                                            |  |  |  |  |  |  |  |  |  |  |  |  |  |  |  |
|  |                                                              |  |  |  |  |  |  |  |  |  |  |  |  |  |  |  |
|  |                                                              |  |  |  |  |  |  |  |  |  |  |  |  |  |  |  |
|  | 4. Павло I                                                   |  |  |  |  |  |  |  |  |  |  |  |  |  |  |  |
|  |                                                              |  |  |  |  |  |  |  |  |  |  |  |  |  |  |  |
|  |                                                              |  |  |  |  |  |  |  |  |  |  |  |  |  |  |  |
|  | 18. Христіан Авґуст Ангальт-Цербстський                      |  |  |  |  |  |  |  |  |  |  |  |  |  |  |  |
|  |                                                              |  |  |  |  |  |  |  |  |  |  |  |  |  |  |  |
|  |                                                              |  |  |  |  |  |  |  |  |  |  |  |  |  |  |  |
|  | 9. Катерина II                                               |  |  |  |  |  |  |  |  |  |  |  |  |  |  |  |
|  |                                                              |  |  |  |  |  |  |  |  |  |  |  |  |  |  |  |
|  |                                                              |  |  |  |  |  |  |  |  |  |  |  |  |  |  |  |
|  | 19. Йоганна Єлизавета Гольштейн-Готторпська                  |  |  |  |  |  |  |  |  |  |  |  |  |  |  |  |
|  |                                                              |  |  |  |  |  |  |  |  |  |  |  |  |  |  |  |
|  |                                                              |  |  |  |  |  |  |  |  |  |  |  |  |  |  |  |
|  | 2. Микола I                                                  |  |  |  |  |  |  |  |  |  |  |  |  |  |  |  |
|  |                                                              |  |  |  |  |  |  |  |  |  |  |  |  |  |  |  |
|  |                                                              |  |  |  |  |  |  |  |  |  |  |  |  |  |  |  |
|  | 20. Карл Александр                                           |  |  |  |  |  |  |  |  |  |  |  |  |  |  |  |
|  |                                                              |  |  |  |  |  |  |  |  |  |  |  |  |  |  |  |
|  |                                                              |  |  |  |  |  |  |  |  |  |  |  |  |  |  |  |
|  | 10. Фрідріх II Ойген                                         |  |  |  |  |  |  |  |  |  |  |  |  |  |  |  |
|  |                                                              |  |  |  |  |  |  |  |  |  |  |  |  |  |  |  |
|  |                                                              |  |  |  |  |  |  |  |  |  |  |  |  |  |  |  |
|  | 21. Марія Августа Турн-унд-Таксіс                            |  |  |  |  |  |  |  |  |  |  |  |  |  |  |  |
|  |                                                              |  |  |  |  |  |  |  |  |  |  |  |  |  |  |  |
|  |                                                              |  |  |  |  |  |  |  |  |  |  |  |  |  |  |  |
|  | 5. Марія Федорівна                                           |  |  |  |  |  |  |  |  |  |  |  |  |  |  |  |
|  |                                                              |  |  |  |  |  |  |  |  |  |  |  |  |  |  |  |
|  |                                                              |  |  |  |  |  |  |  |  |  |  |  |  |  |  |  |
|  | 22. Фрідріх Вільгельм Бранденбург-Шведський                  |  |  |  |  |  |  |  |  |  |  |  |  |  |  |  |
|  |                                                              |  |  |  |  |  |  |  |  |  |  |  |  |  |  |  |
|  |                                                              |  |  |  |  |  |  |  |  |  |  |  |  |  |  |  |
|  | 11. Фредеріка Бранденбург-Шведтська                          |  |  |  |  |  |  |  |  |  |  |  |  |  |  |  |
|  |                                                              |  |  |  |  |  |  |  |  |  |  |  |  |  |  |  |
|  |                                                              |  |  |  |  |  |  |  |  |  |  |  |  |  |  |  |
|  | 23. Софія Доротея Марія Прусська                             |  |  |  |  |  |  |  |  |  |  |  |  |  |  |  |
|  |                                                              |  |  |  |  |  |  |  |  |  |  |  |  |  |  |  |
|  |                                                              |  |  |  |  |  |  |  |  |  |  |  |  |  |  |  |
|  | 1. Великий князь Російський Микола Миколайович               |  |  |  |  |  |  |  |  |  |  |  |  |  |  |  |
|  |                                                              |  |  |  |  |  |  |  |  |  |  |  |  |  |  |  |
|  |                                                              |  |  |  |  |  |  |  |  |  |  |  |  |  |  |  |
|  | 24. Август Вільгельм Прусський                               |  |  |  |  |  |  |  |  |  |  |  |  |  |  |  |
|  |                                                              |  |  |  |  |  |  |  |  |  |  |  |  |  |  |  |
|  |                                                              |  |  |  |  |  |  |  |  |  |  |  |  |  |  |  |
|  | 12. Фрідріх-Вільгельм II                                     |  |  |  |  |  |  |  |  |  |  |  |  |  |  |  |
|  |                                                              |  |  |  |  |  |  |  |  |  |  |  |  |  |  |  |
|  |                                                              |  |  |  |  |  |  |  |  |  |  |  |  |  |  |  |
|  | 25. Луїза Амалія Брауншвейг-Вольфенбюттельська               |  |  |  |  |  |  |  |  |  |  |  |  |  |  |  |
|  |                                                              |  |  |  |  |  |  |  |  |  |  |  |  |  |  |  |
|  |                                                              |  |  |  |  |  |  |  |  |  |  |  |  |  |  |  |
|  | 6. Фрідріх-Вільгельм III                                     |  |  |  |  |  |  |  |  |  |  |  |  |  |  |  |
|  |                                                              |  |  |  |  |  |  |  |  |  |  |  |  |  |  |  |
|  |                                                              |  |  |  |  |  |  |  |  |  |  |  |  |  |  |  |
|  | 26. Людвіг IX                                                |  |  |  |  |  |  |  |  |  |  |  |  |  |  |  |
|  |                                                              |  |  |  |  |  |  |  |  |  |  |  |  |  |  |  |
|  |                                                              |  |  |  |  |  |  |  |  |  |  |  |  |  |  |  |
|  | 13. Фрідеріка Луїза Гессен-Дармштадтська                     |  |  |  |  |  |  |  |  |  |  |  |  |  |  |  |
|  |                                                              |  |  |  |  |  |  |  |  |  |  |  |  |  |  |  |
|  |                                                              |  |  |  |  |  |  |  |  |  |  |  |  |  |  |  |
|  | 27. Кароліна Пфальц-Цвайбрюкенська                           |  |  |  |  |  |  |  |  |  |  |  |  |  |  |  |
|  |                                                              |  |  |  |  |  |  |  |  |  |  |  |  |  |  |  |
|  |                                                              |  |  |  |  |  |  |  |  |  |  |  |  |  |  |  |
|  | 3. Олександра Федорівна                                      |  |  |  |  |  |  |  |  |  |  |  |  |  |  |  |
|  |                                                              |  |  |  |  |  |  |  |  |  |  |  |  |  |  |  |
|  |                                                              |  |  |  |  |  |  |  |  |  |  |  |  |  |  |  |
|  | 28. Карл Мекленбург-Стрелицький                              |  |  |  |  |  |  |  |  |  |  |  |  |  |  |  |
|  |                                                              |  |  |  |  |  |  |  |  |  |  |  |  |  |  |  |
|  |                                                              |  |  |  |  |  |  |  |  |  |  |  |  |  |  |  |
|  | 14. Карл II                                                  |  |  |  |  |  |  |  |  |  |  |  |  |  |  |  |
|  |                                                              |  |  |  |  |  |  |  |  |  |  |  |  |  |  |  |
|  |                                                              |  |  |  |  |  |  |  |  |  |  |  |  |  |  |  |
|  | 29. Єлизавета Альбертіна Саксен-Гільдбурггаузенська          |  |  |  |  |  |  |  |  |  |  |  |  |  |  |  |
|  |                                                              |  |  |  |  |  |  |  |  |  |  |  |  |  |  |  |
|  |                                                              |  |  |  |  |  |  |  |  |  |  |  |  |  |  |  |
|  | 7. Луїза Августа Вільгельміна                                |  |  |  |  |  |  |  |  |  |  |  |  |  |  |  |
|  |                                                              |  |  |  |  |  |  |  |  |  |  |  |  |  |  |  |
|  |                                                              |  |  |  |  |  |  |  |  |  |  |  |  |  |  |  |
|  | 30. Георг Вільгельм Гессен-Дармштадтський                    |  |  |  |  |  |  |  |  |  |  |  |  |  |  |  |
|  |                                                              |  |  |  |  |  |  |  |  |  |  |  |  |  |  |  |
|  |                                                              |  |  |  |  |  |  |  |  |  |  |  |  |  |  |  |
|  | 15. Фредеріка Кароліна Луїза                                 |  |  |  |  |  |  |  |  |  |  |  |  |  |  |  |
|  |                                                              |  |  |  |  |  |  |  |  |  |  |  |  |  |  |  |
|  |                                                              |  |  |  |  |  |  |  |  |  |  |  |  |  |  |  |
|  | 31. Марія Луїза Альбертіна Лейнінген-Дагсбург-Фалькенбурзька |  |  |  |  |  |  |  |  |  |  |  |  |  |  |  |
|  |                                                              |  |  |  |  |  |  |  |  |  |  |  |  |  |  |  |
|  |                                                              |  |  |  |  |  |  |  |  |  |  |  |  |  |  |  |